# Pierwsza mowa przeciw Stefanosowi
Pierwsza mowa przeciw Stefanosowi stgr. κατὰ Στεφάνου Ψευδομαρτυριῶν Α – mowa sądowa wchodząca w skład Corpus Demosthenicum (pod numerem 45), wygłoszona w procesie o krzywoprzysięstwo, który w 349/348 roku p.n.e. Apollodor wytoczył Stefanosowi.
Przedmiot mowy dotyczy zeznania, złożonego przez Stefanosa podczas rozprawy między Apollodorem a Formionem, znanej z mowy W obronie Formiona autorstwa Demostenesa. Rozprawa ta zakończyła się porażką Apollodora, który w następstwie oskarżył Stefanosa o krzywoprzysięstwo. Podczas rzeczonej rozprawy odczytano zeznania Stefanosa, który twierdził, iż w trakcie procedury arbitrażowej Formion miał zaproponować otworzenie oryginalnego testamentu ojca Apollodora, jeżeli ten nie wierzy w wierność kopii. Według Stefanosa Apollodor miał odmówić tej propozycji.
Proces w którym wygłoszono mowę odbył się w 349/348 roku p.n.e. Apollodor analizował zeznanie Steganosa, próbując dokazać, że nie był on świadkiem rzeczonej odmowy. Przywodzi także argumenty na rzecz fałszerstwa przedstawionej przez Formiona kopii testamentu. Apollodor wnosi o ukaranie Stefanosa grzywną o wysokości jednego talenta.
Po zakończeniu mowy Apollodora, głos zabrał Stefanos. W odpowiedzi na jego obronę Apollodor wystosował, również zachowaną, replikę.
Mowa znajduje się na 45. pozycji w Corpus Demosthenicum. Autorstwo Demostenesa jest w jej przypadku dyskusyjne. Przemawia za nim głównie charakterystyczny dla mówcy styl. Dodatkowo Apollodor był w momencie procesu członkiem Rady Pięciuset i wniósł pod obrady zgodny z wizją Demostenesa projekt uchwały finansowej – być może doszło na tym tle do wzajemnego wsparcia obu polityków. Przeciwko przypisywaniu mowy Demostenesowi przemawiają mowy Ajschinesa, w których mówca wspomina mowę W obronie Formiona, którą Demostenes napisał jako logograf. Ponieważ tamta mowa skierowana była przeciw Apollodorowi, a Pierwsza mowa przeciw Stefanosowi jest mową napisaną dla niego. Wiedząc o tym, Ajschines najprawdopodobniej nie pominąłby tego pretekstu do kąśliwego ataku na Demostenesa.